# Bastowa Rudnia
Bastowa Rudnia (ukr. Бастова Рудня) – wieś na Ukrainie w rejonie emilczyńskim obwodu żytomierskiego.